# Ардон (Вале)
Ардон (фр. Ardon) — громада  в Швейцарії в кантоні Вале, округ Конте.

## Географія
Громада розташована на відстані близько 85 км на південь від Берна, 9 км на захід від Сьйона.
Ардон має площу 20,4 км², з яких на 6,6% дозволяється будівництво (житлове та будівництво доріг), 20,3% використовуються в сільськогосподарських цілях, 31,5% зайнято лісами, 41,5% не є продуктивними (річки, льодовики або гори).

## Демографія
2019 року в громаді мешкало 3293 особи (+23,1% порівняно з 2010 роком), іноземців було 31%. Густота населення становила 162 осіб/км².
За віковим діапазоном населення розподілялося таким чином: 23,1% — особи молодші 20 років, 62,1% — особи у віці 20—64 років, 14,8% — особи у віці 65 років та старші. Було 1340 помешкань (у середньому 2,4 особи в помешканні).
Із загальної кількості 885 працюючих 124 було зайнятих в первинному секторі, 152 — в обробній промисловості, 609 — в галузі послуг.